# Lecce (tỉnh)
Tỉnh Lecce (Tiếng Ý: Provincia di Lecce) là một tỉnh ở vùng Apulia của Ý. Tỉnh lỵ là thành phố Lecce. Đây là tỉnh đông dân thứ hai ở Apulia.
Tỉnh này có diện tích 2759 km² và tổng dân số là 787.639 người (năm 2001). Có 97 đô thị (tiếng Ý:comuni) ở trong tỉnh này  Lưu trữ ngày 7 tháng 8 năm 2007 tại Wayback Machine, xem Các đô thị củaTỉnh Lecce. Vào 2005, các đô thị chính xếp theo dân số là:
| Đô thị             | Dân số |
| ------------------ | ------ |
| Lecce              | 92.061 |
| Nardò              | 30.591 |
| Galatina           | 27.706 |
| Copertino          | 24.288 |
| Gallipoli          | 21.144 |
| Casarano           | 20.519 |
| Tricase            | 17.881 |
| Galatone           | 15.948 |
| Maglie             | 15.215 |
| Squinzano          | 15.067 |
| Trepuzzi           | 14.498 |
| Veglie             | 14.250 |
| Leverano           | 13.997 |
| Monteroni di Lecce | 13.754 |
| Surbo              | 13.677 |
| Taviano            | 12.634 |
| Taurisano          | 12.463 |
| Carmiano           | 12.309 |
| Ugento             | 11.824 |
| Matino             | 11.616 |
| Cavallino          | 11.583 |
| Campi Salentina    | 11.009 |